# Crunchyroll
Crunchyroll («crunchy roll»; дословно — «хрустящий ролл») — американский сервис потокового вещания видео по запросу или по подписке, принадлежащий Sony Group Corporation. В основном распространяет фильмы и телесериалы, произведенные восточноазиатскими СМИ, включая японское аниме, штаб-квартира компании находится в Сан-Франциско, Калифорния, а японский филиал расположен в Сибуя, Токио.
Crunchyroll предлагает более 1000 аниме, 200 дорам и 80 наименований манги. Доступность этой коллекции определяется региональными ограничениями. На 2024 год сервис имеет 13 миллионов платных подписчиков. 11 марта 2022 года, после начала войны на Украине, Crunchyroll приостановил работу в России в связи со сбоями в оплате и поддержке сервиса.

## История

### Ранние годы
В 2006 году Crunchyroll являлся хостингом для видео азиатского происхождения, включая фансаб.
В 2008 году получил инвестиции в размере $4,05 миллионов от Venrock. Данная операция вызвала критику от Funimation и Bandai Entertainment, так как сайт позволял, несмотря на вливание капитала в своё развитие, загружать пиратские копии продуктов этих компаний. В конце концов Crunchyroll стал защищать авторские права владельцев контента, с которыми заключил договора, например, Gonzo, по причине растущего количества тайтлов аниме. 8 января 2009 года, после заключения соглашения с TV Tokyo о дистрибуции сериала Naruto Shippuden, владельцы сервиса заявили, что отныне на их сайте будет размещаться только легальный контент, в противном случае он будет удаляться.
В 2010 году Crunchyroll получил права на распространение и продажу на территории Северной Америки DVD-дисков с аниме-фильмом «Пять сантиметров в секунду». Это были первые DVD-диски, лицензией на право выпуска которых обладал Crunchyroll.
В 2013 году получил право на дистрибуцию электронных копий 12 наименований манги производства Kodansha через своё дочернее предприятие Crunchyroll Manga. «Атака на титанов» и Fairy Tail были одними из первых размещённых на сайте сериалов.

### Образование Ellation
2 декабря 2013 года The Chernin Group объявила о приобретении контрольного пакета акций Crunchyroll. Сумма покупки была почти $100 миллионов. The Chernin Group заявила, что прежний инвестор TV Tokyo будет играть «важную» роль в управлении компанией.
22 апреля 2014 AT&T и The Chernin Group объявили о создании совместного предприятия Otter Media для запуска и развития технологии OTT. Обе компании вложили в разработку почти $500 миллионов. 3 августа 2015 года Variety сообщила, что Otter Media создаёт новую компанию Ellation для своих сервисов на основе подписки, включая Crunchyroll.

### Развитие и партнёрство с Funimation
22 октября 2015 года Anime News Network заявил, что Crunchyroll преодолел отметку в 700 000 платных подписчиков, а также что Crunchyroll и Sumitomo Corporation создали совместное предприятие для дистрибуции аниме продукции и инвестирования в её развитие.
11 апреля 2016 Crunchyroll и Kadokawa Corporation создали стратегическое партнёрство, что дало Crunchyroll эксклюзивные права на электронную дистрибуцию аниме производства Kadokawa (за исключением Азии) на следующий год и возможность финансировать будущие проекты студии.
1 июля 2016 года Crunchyroll объявил о планах дублирования и выпуска ряда сериалов.
8 сентября 2016 года Crunchyroll заключил соглашение с Funimation. Crunchyroll стал транслировать избранные продукты Funimation, а последний, в свою очередь, делал то же самое с видео производства Crunchyroll, включая их дальнейшие дубляжи. Funimation и Universal Pictures Home Entertainment стали выступать дистрибьюторами видео для домашнего просмотра из каталога Crunchyroll.
9 февраля 2017 года Crunchyroll преодолел отметку в 1 миллион платных подписчиков.
30 марта 2017 года начал распространять аниме через Steam.
4 ноября 2017 года группа хакеров взломала DNS сайта Crunchyroll, после чего удерживала его в таком состоянии почти 6 часов. Пользователи перенаправлялись на похожий фишинговый сайт, на котором им предлагалось скачать вирусное ПО под видом «CrunchyViewer», однако никто не сообщал администрации о случившемся. Crunchyroll подала иск на хакеров.
7 декабря 2017 года сайт Crunchyroll был запущен на русском языке и у некоторых сериалов появились русские субтитры. Также были переведены на русский язык приложения на Android и iOS.

### Приобретение Sony
30 октября 2020 года корпорация Sony объявила о завершающей стадии переговоров для покупки сервиса за более чем 957 млн долларов (100 млрд иен), чтобы глобально конкурировать с Netflix. Сделка была оформлена к концу года: 9 декабря компании объявили о том, что Funimation Global Group приобрела Crunchyroll за 1,175 млрд долларов. 9 августа 2021 года сделка по приобретению завершилась успешно и Crunchyroll вошёл в состав Funimation Global Group.
1 марта 2022 года было объявлено, что сервисы Funimation, Wakanim и VRV SVOD будут объединены с Crunchyroll, Funimation Global Group будет переименована и объединена с Crunchyroll, LLC, а бренд Funimation будет постепенно заменён на Crunchyroll.
16 марта 2022 года поступила новость, что релизы на видеоносителях от Funimation будут распространяться под баннером Crunchyroll, при этом логотип последнего заменяет логотип первого.
5 апреля 2022 года компания объявила, что канал Funimation на YouTube был переименован в Crunchyroll Dubs и что он будет служить каналом Crunchyroll для дублированного на английском языке контента, в то время как контент с английскими субтитрами по-прежнему будет загружаться на их канал Crunchyroll Collection. Компания также заявила о том, что магазин Funimation будет перемещён в Crunchyroll.
В начале августа 2022 года Crunchyroll приобрёл онлайн-магазин Right Stuf, который был вынужден отказаться от контента для взрослых и переместить такие товары на сайт EroAnimeStore.
В 2023 году стало известно о планах компании по расширению аудитории в Индии, где Sony объединяется с медиаконгломератом Zee Entertainment Enterprises.

## Crunchyroll Originals
25 февраля 2020 года Crunchyroll анонсировал несколько сериалов под своим лейблом Crunchyroll Originals. Это аниме или другие мультсериалы, которые производятся совместно или непосредственно компанией. 
| Название                                 | Дата премьеры      | Дата финала         | Эпизодов | Студия                 |
| ---------------------------------------- | ------------------ | ------------------- | -------- | ---------------------- |
| «Ложные выводы»                          | 11 января 2020 г.  | 28 марта 2020 г.    | 12       | Brain's Base           |
| Tower of God                             | 1 апреля 2020 г.   | 24 июня 2020 г.     | 13       | Telecom Animation Film |
| The God of High School                   | 6 июля 2020 г.     | 28 сентября 2020 г. | 13       | MAPPA                  |
| Gibiate                                  | 15 июня 2020 г.    | 30 сентября 2020 г. | 12       | Lunch Box Studio Elle  |
| Tonikaku Kawaii                          | 3 октября 2020 г.  | 19 декабря 2020 г.  | 12       | Seven Arcs             |
| Noblesse                                 | 7 октября 2020 г.  | 30 декабря 2020 г.  | 13       | Production I.G         |
| Onyx Equinox                             | 21 ноября 2020 г.  | 26 декабря 2020 г.  | 12       | Crunchyroll Studios    |
| So I’m a Spider, So What?                | 8 января 2021 г.   | 3 июля 2021 г.      | 24       | Millepensee            |
| Dr. Ramune Mysterious Disease Specialist | 10 января 2021 г.  | 28 марта 2021 г.    | 12       | Platinum Vision        |
| Ex-Arm                                   | 11 января 2021 г.  | 29 марта 2021 г.    | 12       | Visual Flight          |
| Fena: Pirate Princess                    | 15 августа 2021 г. | 24 октября 2021 г.  | 12       | Production I.G         |
| High Guardian Spice                      | 26 октября 2021 г. | 26 октября 2021 г.  | 12       | Crunchyroll Studios    |
| «Бегущий по лезвию: Чёрный лотос»        | 14 ноября 2021 г.  | 6 февраля 2022 г.   | 13       | Sola Digital Arts      |
| «ФрикАнгелы»                             | 27 январа 2022 г.  | 27 января 2022 г.   | 9        | Crunchyroll Studios    |
| Shenmue                                  | 6 февраля 2022 г.  | 1 мая 2022 г.       | 13       | Telecom Animation Film |
| Meiji Gekken: Swords & Guns              | TBA                | TBA                 | TBA      | Crunchyroll Studios    |

## The Anime Awards
С января 2017 года Crunchyroll ежегодно проводит церемонию награждения премии в области индустрии аниме — Crunchyroll Anime Awards (Премия аниме Crunchyroll). Судьи составляют короткий список из 14 категорий, по которому впоследствии пользователи голосуют и выбирают победителей.